# امامه

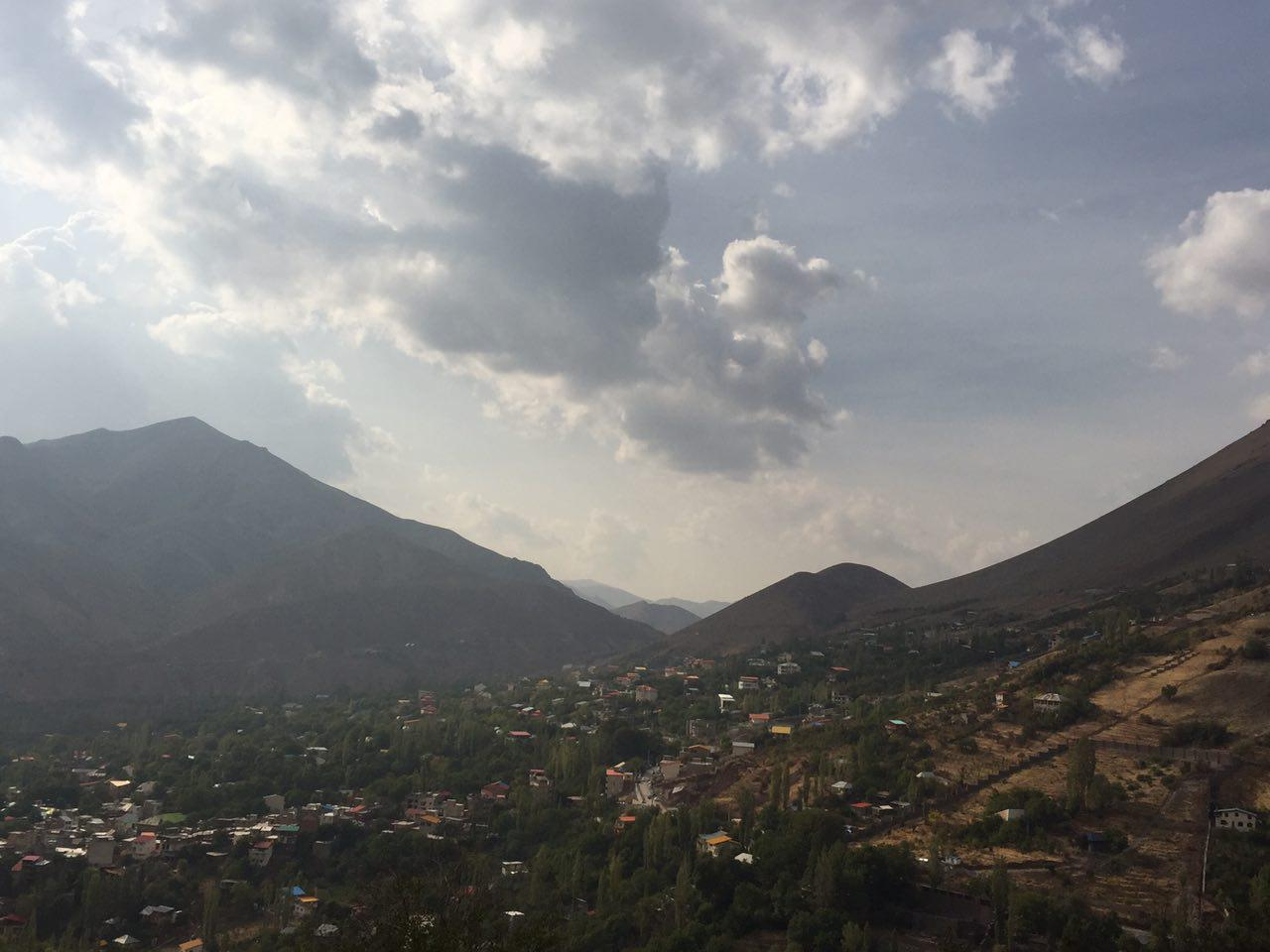
دهستان امامه

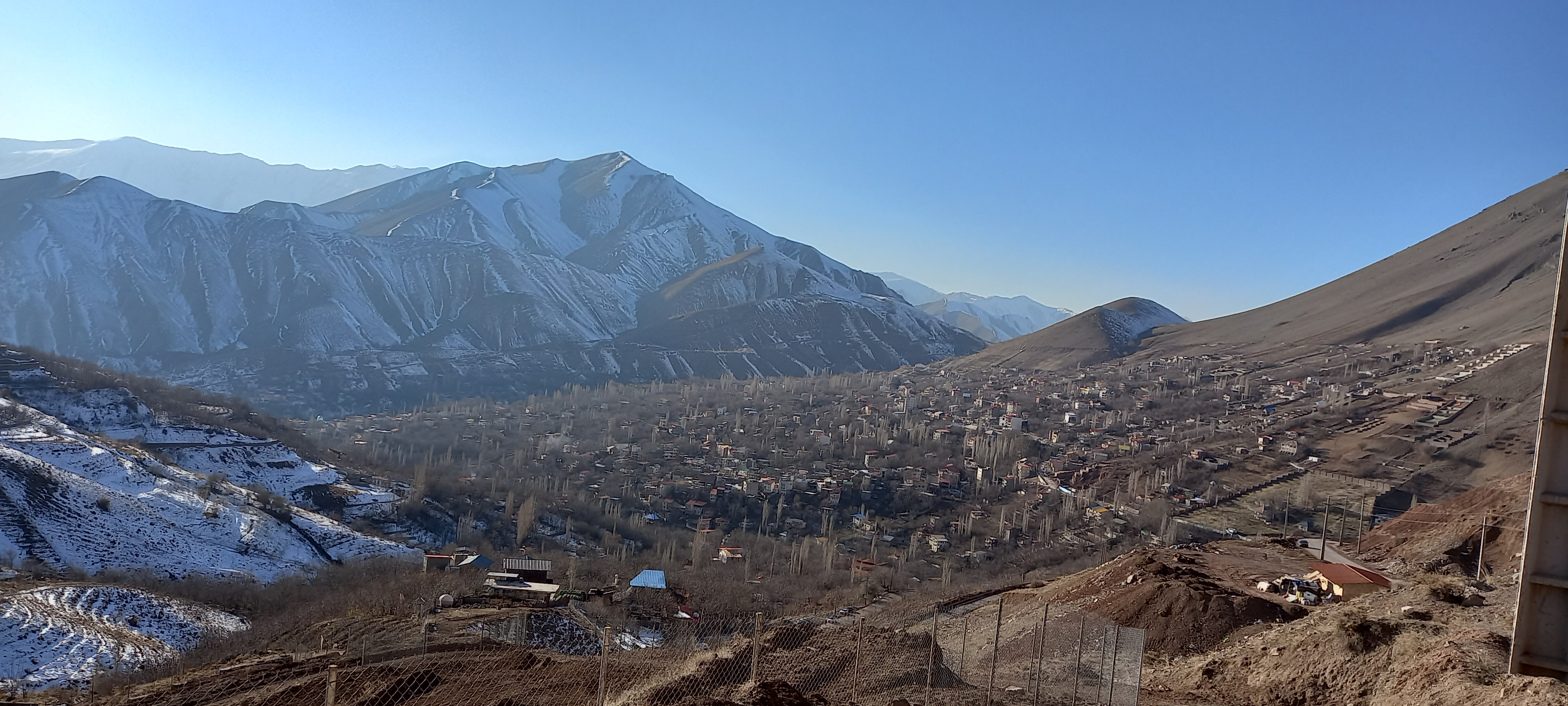
کوه‌های اطراف دهستان امامه

روستای امامه از روستاهای بزرگ بخش رودبار قصران شهرستان شمیران استان تهران ایران است. امامه دو آبادی است که در کنار هم قرار گرفته، یکی را امامه بالا و دیگری را امامه پایین می‌نامند. این روستا در بیست کیلومتری پایتخت در شرق تهران و میانه راه اصلی تهران به شمشک و نرسیده به فشم واقع شده و دارای جاده کوهستانی آسفالت است.
امامه آبادیی است مرتفع و کوهستانی و سردسیر در دامنه جنوبی البرز مرکزی که آبش از رود محلی و قنات و چشمه تأمین می‌گردد. روزگاری در امامه بالا بیش از ۳۰۰۰ و در امامه پایین بیش از ۱۵۰۰ گوسفند نگهداری می‌شد ولی در حال حاضر به دلیل تغییرات فرهنگی و قوانین بهداشتی، دامداران دامهای خود رادر مکانهایی دورتر از روستا نگهداری می‌کنند و در فصول سرد نیز به دشتهای ورامین و غیره کوچ می‌دهند. روستای امامه دارای وسعتی حدود ۵۵ هکتار است که از این مقدار حدود ۳۶ هکتار آن باغات و مابقی به‌صورت زمینهای زراعی و مسکونی است. تا حدود ۵۰ سال پیش کشاورزی و دیم‌کاری بسیار رواج داشت و محصولات آن بیشتر غلات و بن‌شن بود ولی به مرور با کاشت درختان میوه ابتدا سیب، گلابی، گردو و سپس گیلاس، آلبالو، هلو و غیره جایگزین آنها شد. در سالهای بسیار دور شغل اصلی مردم امامه کشاورزی، باغداری و دام‌داری بود ولی در حال حاضر و با مهاجرت روستاییان، باغداران و دامداران از کارگران افغان برای نگهداری باغات و دامها استفاده می‌کنند و جوانان روستای بیشتر به مشاغل ساختمان سازی وتامین مصالح ساختمانی و سایر مشاغل روی آورده‌اند.
در کتاب فرهنگ جغرافیایی ایران دربارهٔ روستای امامه آمده است:

ده جزء دهستان لواسان کوچک بخش افجه شهرستان تهران. ۱۰ کیلومتری شمال باختر گلندوک- ۵ کیلومتری خاور راه شوسه شمشک. در کوهستان- سردسیر- سکنه ۲۳۲۰- شیعه- فارسی. چشمه‌سار و رود محلی- غلات، بن‌شن، میوه جات، لبنیات- شغل زراعت، گله‌داری. راه مالرو – دبستان دارد.
امامه به سبب راه دشوار و موقعیت استواری که داشته از قدیم پناهگاهی مناسب به حساب می‌آمده و مرکز قصران داخل و مقر رئیس قصران تاریخی (معرب کوهسران) و امراء آن سامان محسوب می‌شده است.
در امامه قلعه‌ای استوار وجود داشته که ظاهراً به وسیله مازیار یا مرداویج زیاری به وجود آمده است و بقایای برج و باروها و بدنه آن هنوز پابرجا و نمایان است. مورخ و جغرافیدان قدیم یاقوت حموی دربارهٔ امامه چنین نوشته است: «انبامة قلعة قرب الری» یعنی انبامه (امامه) قلعه‌ای نزدیک ری است.
دشت لار یا همان پارک ملی لار اصلی‌ترین مرتع دامداران روستای امامه است که وسعت زیادی دارد و از زمان ناصرالدین شاه که با حکم حکومتی قاضی القضات منازعات محلی مراتع لار حل شد بخش اعظم مساحت مراتع لار به دامداران امامه تعلق گرفت و ایلات هداوند و بوربور و غیره که در تابستان از ورامین به لار می‌آیند قسمتی از مراتع لار را از اهالی امامه اجاره کرده‌اند.
امامه در گذشته همواره جزئی از لواسان کوچک بحساب می‌آمده است و هویت لواسانی دارد.

## ریشه‌شناسی
امامه در اصل تغییر یافته واژه ای باستانی به صورت انبامه بوده است که نامی ریشه دار از زبان فارسی میانه (پهلوی) به معنی امروزی (بامگاه، اندربام، بربام، دربام یا محل مرتفع) است.

## زبان گفتاری

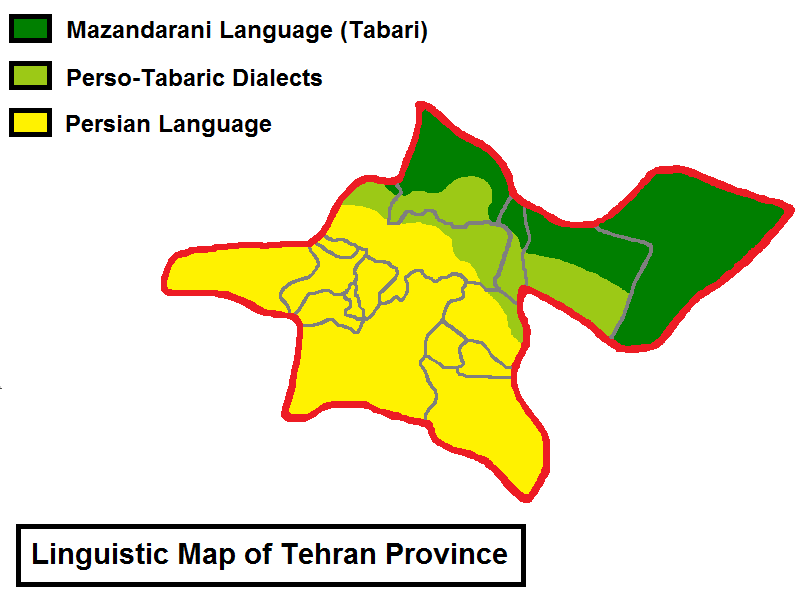
نقشهٔ زبانی استان تهران، رنگ سبز تیره زبان مازندرانی، رنگ سبز روشن گویش‌های فارسی-مازندرانی (تجریشی، لواسانی و دماوندی)، رنگ زرد زبان فارسی

مردم امامه به گویش قصرانی زبان مازندرانی صحبت می‌کنند. به گفته بابایی: «در مورد تاریخچه و فرهنگ روستای امامه کتاب زیاد نوشته شده است. در اغلب این کتاب‌ها گویش مردم این روستا را به اشتباه گویش تاتی معرفی کرده‌اند. اما گویش امامه‌ای‌ها به گویش مازندرانی شبیه است و مردم بومی اصلاً نمی‌توانند به زبان تاتی صحبت کنند.

## تاریخچه
امامه در طول تاریخ به استناد اسناد و مدارک متقن و غیرقابل انکار همواره جزوی از لواسان کوچک بوده است. تعلق امامه به لواسان کوچک و هویت لواسانی این روستا در کتاب فرهنگ جغرافیایی کشور، فرهنگ آبادیهای کشور، اسناد دست‌نویس باقیمانده از دوران پهلوی و قاجار و کتب تاریخی مثل کتابچه جغرافیای دره رودبار ثبت و ضبط شده و به صراحت از عدم تعلق امامه به رودبارقصران سخن گفته شده است. علت اینکه امامه به رودبارقصران الحاق شد یکی حمایت عبدالله ریاضی از رودبارقصران بعلت سکونت وی در قریه فشم و دیگری عدم تمایل دولت وقت به پرداخت هزینه احداث راه ماشین رو از امامه به مرکز بخش لواسان (گلندوک-نجارکلا) در دوران پیش از انقلاب ۵۷ بود که نهایتاً باعث شد این روستا از لواسان منتزع شده و به بخش رودبارقصران ضمیمه گردد اما همان‌طور که ذکر شد این روستا همواره جزو دهستان لواسان کوچک بوده است و هنوز هم بسیاری از اهالی امامه پسوند فامیلی لواسانی در شناسنامه دارند که خود دلیلی مزید بر این مدعاست و توجه به این نکته که امامه بخشی از لواسان کوچکِ قصران است نه رودبارِ قصران و اطلاع از تفاوت قصران با رودبارقصران بسیاری از ابهامات تاریخی و جغرافیایی که در سال‌های اخیر پدید آمده را برطرف می‌نماید. همچنین احداث جاده شهر لواسان به راحت آباد و امامه و بهسازی این مسیر، مشکل ارتباط امامه با مرکز لواسان را برطرف کرده و شوق مردم امامه برای بازگشت به لواسان را بیش از پیش کرده تا دیگر دلیلی برای عضویت مصنوعی امامه در باشگاه بلوک رودبارقصران باقی نماند.
امامه از جمله مناطقی است که پس از حمله اعراب مقاومت جانانه‌ای در برابر مهاجمان داشته است و تا سال‌ها پس از یورش تازیان به ایران به آئین زرتشتی باقی‌ماند. ورود اسلام به قصران علیا (لواسانات) به ویژه این منطقه با مهاجرت و فرار سادات علوی همراه بوده است. یگانه مذهب اسلامی که مردم امامه به آن گرویده‌اند، مذهب تشیع بوده است و از میان کسانی که در این تحول نقش داشته‌اند، حسن بن زید یا همان داعی کبیر را می‌توان نام برد.
امامه از موقعیت مستحکم نظامی برخوردار است و به مناسبت موقعیت استوار و مناعتی که دارد، به روزگاران باستان، جایگاه رئیس و امیرانقصران داخل بوده است. در تاریخ طبرستان آمده است: «... عماد وزان (از دشمنان سرسخت تشیع و امامیه در شهرری) حشر گرد کرد و چون شاه اردشیر بن حسن به آمل آمد؛ او با لشکر قتیبه‌ای به پایان قلعهٔ امامه قصران شدو مستخلص کرده، عادل نامی را به مدت هفت هشت ماه رئیس قصران بنشاند، دگر باره شاه اردشیر بیامد و محاصرهٔ قلعه داد. شب و روز نگذاشت که آسایند، تا بزدال کانی پهلوان گفتند، مردی بسطامی رسن در سر حائطی افکند و بر شد و بعد از آن سی مرد را برکشید، و به مکابره و قهر قلعه بستدند، و عادل را با جملهٔ اتباع و زن و فرزند او کشته، و سر عادل‌را کاه در کرده مدت یکسال به قصران درآویخته داشتند».
لواسانات(قصران داخل) در پیش از اسلام و صدر اسلام و اکثر ادوار تاریخی جزو ولایت ری (تهران کنونی) محسوب می‌شده حتی در نسخی از تورات تحت عنوان کوهستان ری از آن یاد شده است اما در برخی از ادوار دوره اسلامی تحت حاکمیت خاندان‌ها و حکام طبرستان به ویژه نور، رستمدار و رویان قرار داشته است از آن جمله می‌توان حکومت آل باوند، آل بادوسپان، سادات مرعشی و سادات بنی کیای ملاطی و اسماعیلیان را نام برد که با سقوط آخرین حاکم بادوسپان بدست شاه عباس صفوی و سرنگونی این سلسله، حکومت لواسانات و رودبارقصران به مرکزیت امامه به دستور شاه عباس صفوی به ملک سلطان حسین امامه ای لواسانی واگذار و منبعد مجدداً تابع دارالخلافه طهران و متعاقباً استان تهران محسوب می‌شود.
ناصر الدین شاه قاجار به عهد پادشاهی در تابستان‌ها گاه به این روستا می‌رفت. انیس الدوله فاطمه خانم که حرم ناصرالدین شاه و سوگلی وی بود از اهالی این روستا بوده است. این زن همان است که با شکستن قلیان‌های حرمسرای شاه او را مجبور به اطاعت از فتوای میرزای شیرازی در قضیه تحریم تنباکو نمود. انیس الدوله به نوعی ملکهٔ ایران در زمان خود محسوب می‌شد. اعتماد السلطنه از رجال زمان‌ناصر الدین شاه در باب این آبادی تحقیقی کرده که بخش‌هایی از مقاله اش، جهت آشنایی بیشتر با وضع و موقعیت این روستا و تاریخش در ذیل نقل می‌شود: «... امامه از قرای لواسان کوچک است. در انتهای غربی این بلوک واقع شده؛ از چهار طرف کوه‌های سخت و بند دارد، و خیلی مشکل است درایام فترت ورود به امامه، اگر یکصد تفنگچی در سردهنه که راه منحصر است به‌آنجاها بوده است. جلگهٔ امامه اگرچه در نظر مدور بیاید، لیکن قدری طولانی، و طول از مشرق است به مغرب. طرف شمال کوه مربع تخت سنگی است موسوم‌به لارک، که پشت این جلگهٔ لار است، و هیچ راه از امامه به دشت لارنیست مگر پیاده باصعوبت… در وسط دره یعنی از نقطه‌ای که دره دو شعبه می‌شود، شعبه‌ای به طرف مشرق شعبهٔ دیگر به طرف مغرب، در همین وسط بالای تخته سنگی بسیار سخت‌آثار قلعه کهنهٔ مخروبه‌ای پیداست که بسیار کهنه و قدیم است… از خیلی دور به‌واسطهٔ تنبوشه‌های بزرگ آب به این قلعه می‌آوردند… رودخانهٔ امامه جریانش به خط مستقیم از شمال است به جنوب. در انتهای جلگهٔ امامه از تنگهٔ بسیار سختی گذشته از دیه کلیگان که در وسط این دره واقع است، و دره به همین اسم موسوم‌است عبور کرده آنجا را مشروب ساخته، اگر زیاد بیاید داخل رودخانهٔ جاجرودمیشود… دیگر آبی ندارد، مگر در انتهای غربی جلگه قناتی حفر کرده‌اند که دراین فصل (اول میزان) نیم سنگ آب دارد… هوایش به شدت معتدل و آبش بینهایت گواراست… راه امامه یکی از همین راه معمول است که از درهٔ ناصر آباد توچال وگلندوک می‌آیند، از گردنهٔ لت سرازیر می‌شود، بالنسبة بد راهی نیست، دیگری از تنگهٔ کلیگان است که در زمستان بسته می‌شود، از شدت برف و سرما؛ اگرچه در زمستان مدت چهل الی پنجاه روز تمام راه‌های امامه بسته است. راه‌دیگر طرف مغرب سمت فشند (فشم) است… امامه یکصد و اندی خانه دارد. دوحمام، سه مسجد، دو امامزاده دارد موسوم به شاهزاده حسین که انیس الدوله تعمیرکرده است و امامزاده نور. خود آبادی دو محله است بالا و پایین. مالیات یکصدو سی تومان. از عهد خاقان فتحعلیشاه تیول فتح اللّه میرزا شعاع السلطنة بود. حالا بعد از فوت او تیول شعاع السلطنة دوم ولد شعاع السلطنه است. سه طایفه در امامه‌سکنی دارند:گرجی، نوری، مازندرانی که مشهور به کسائی هستند. می‌گویند افغان به حیله وارد امامه شد و قتل‌عام کرد، و آتش زد هرچه بود، بعضی فرارکردند به مازندران رفتندو بعد از فترت افغان دوباره مراجعت کردند».

## کوه ورجین
محمد میرزا مهندس شاهزاده عصر ناصری قاجار در بخش «بیان احوالات متفرقه رودبار» اطلاعاتی دربارهٔ کوه ورجین ارایه داده است به نوشته وی: این کوه قرق و شکارگاه همایونی است و در آنجا شکار کوهی زیاد است و سباع نیز از قبیل گرگ و پلنگ و خرس نیز دارد. آویشم و قارچ زیاد در آنجا می‌روید و راهی صعب‌المسلک دارد که از طرف شرقی کلوگان سواره به صعوبت تا به قله آن می‌تواند صعود کند. گیاه داروئی در این کوه بسیار است و علوفه که به جهت حیوانات از این کوه می‌برند کما و گزنک است و این جبل را نیز بعضی کوه زرجین می‌نامند به جهت کثرت منافع و گران بهائی گیاه‌های دوائی آنجا که به مثابه زر است و از این کوه هنگام زمستان اوقاتی که برف زیاد باشد بهمن یعنی پارچه‌های برف بزرگ به میان قریه می‌افتد و باعث خرابی می‌شود. سرو کوهی در کوهستان آنجا بسیار می‌روید. در بالای کوه آب جزئی نیز دارد. دهات مفصله رودک، کلوگان، امامه، راحت‌آبادو کند، گلهندوک و غیره در اطراف و جوانب دامنه‌های همین کوه واقعند که از قراء مسطوره سوای رودک و کلوگان سایر از لواسان کوچک محسوبند که منظور بیان لواسان در این کتابچه نیست بلکه فقط همان رودبار قصران است. تقریباً دور این کوه سه فرسخ است و به واسطه مانع بودن همین کوه است که اهل کلوگان از طرف امامه تا گلهندوک دور زده به افجه می‌روند و هرگاه این کوه در میانه حایل نبود از طرف شرقی کلوگان یک فرسخ مسافت که طی می‌نمودند به افجه می‌رسیدند و کنون دوری راه متجاوز از ضعف خط مستقیم است؛ و از قله این کوه طهران و اطراف آن مشاهد و هویدا است و به خصوصه با دوربین‌های بزرگ نقاط آن حدود را جزء به جزء به خوبی می‌توان دیدو نکته: راهی لازم است به جهت تسهیل عبور و دعاگوئی دوام دولت قاهره ساخته شود، راهی است که از پل چوبی رودک که روی رود جاجرود بسته شده الی امامه و از آنجا به راحت‌آباد و کند تا افجه و از کلوگان الی ذایگان و از فشم تا دربندسر است و ما به همین‌قدر اکتفا کنیم و نقشه این بلوک را مزید التوضیح الحاق می‌نمائیم.

## طایفه‌های امامه
معروف‌ترین شخصیت امامه انیس الدوله سوگولی ناصرالدین شاه و پهلوان پایتخت سید حسن رزار بوده ونام‌های خانوادگی اهالی و طایفه‌های امامه بالا، بابایی، کیایی، انیسی، انیسی زاده، انیسی پور، علی عسگری، درزی، میان محله و مهرامنش است که شماری از طایفه میان محله‌ها در سال‌های اخیر نام خانوادگی خود را به فرزین، فاضل، امام‌خو و بهنام‌فر تغییر داده‌اند. همچنین شماری از کیایی‌ها نام خانوادگی خود را به پورزاد برگردانده‌اند و شماری از درزی‌ها فامیلی خود را به رحیم زاده خوشرو برگردانده‌اند.
نام‌های خانوادگی اهالی و طایفه‌های امامه پایین:بیدمشک، زینلی (به صورت‌های زینعلی و زینل هم درج شده است)، بیسادی، افراسیابی (صورت دیگر: فرسیابی)، حیدری، همیشه بهار، عبدالعلی، اسکندری، حاجی علی، ذوالفقاری، نصیری، سیبی و امینایی است. برخی از طایفه بیسادی‌ها به نام‌های خانوادگی دیگری مانند فناخسرو، جورابچی، یلوهری، اسلامی و حاجی‌بابا و از طایفه حیدری به نام خانوادگی تاجیک تغییر نام داده‌اند و همچنین برخی از طایفه‌های همیشه بهار به نام خانوادگی آهنگری تغییر نام دادند.

## شوراهای اسلامی روستای امامه
- اعضای ششمین دوره شورای اسلامی روستای امامه:

۱-مهندس حمید انیسی ۲-مهندس علی عمران بابایی 3-دکتر علی بابائی

## معماری قدیمی
بناهای قدیمی و تاریخی این روستا دارای سقف مسطح چوبی و خانه‌های اعیانی آن دارای اجزای مختلف خانه‌های ایرانی شامل هشتی و در ورودی زیباست که در حال حاضر فقط چند مورد در با تزئینات گل‌میخ و کوبه‌های زنانه و مردانه از آن باقی‌مانده است. هم‌اکنون روستای امامه بسیار وسیع شده و در اکثر باغ‌های اطراف آن خانه‌های جدید ویلایی احداث شده است که هیچ هماهنگی با معماری گذشته این منطقه ندارد. متأسفانه همانند بیشتر منطقه‌های اصیل شمیرانات، غیربومیان سودجو و بی ملاحظه دست به تخریب بافت و طبیعت این روستا نیز زده‌اند.

## امامه در جنگ ایران و عراق
روستای امامه با ۸۴ شهید از نظر تعداد شهدایی که در دوران جنگ ایران و عراق که در کشور ایران به جنگ تحمیلی و دفاع مقدس مشهور است بیشترین تعداد شهید در کل منطقه رودبارقصران و لواسانات را به میهن عزیزمان تقدیم نموده که این تعداد شهید فقط در زمان جنگ به شهادت رسیده‌اند و همه ساله بمنظور گرامیداشت یاد شهدا و احترام به خانواده‌های این عزیزان یادواره ای تحت عنوان شهدای امامه برگزار می‌گردد.

امامه - کوچه شهید محمد بابایی لواسانی